# 夢見るメイドのティータイム
『夢見るメイドのティータイム』（ゆめみるメイドのティータイム）は、みやしろによる日本の漫画作品。

## あらすじ
名古屋にあるメイド喫茶「ティーハウス・ブルーム」の店長の接客に元気づけられた主人公・雪ノ下冬花は、憧れの店長や同級生の春山あずきと一緒にティーハウス・ブルームでアルバイトを始める。

## 登場人物
声の項はボイスコミックの声優。
雪ノ下冬花（ゆきのした とうか）
声 - 水瀬いのり
本作の主人公。ティーハウス・ブルームの店長に元気づけられた経験から「誰かを笑顔にできる人になりたい」と思うようになり、ティーハウス・ブルームで働き始める。
春山あずき（はるやま あずき）
声 - 鈴代紗弓
雪ノ下冬花の同級生で一緒にティーハウス・ブルームで働く同僚。
店長
声 - M・A・O
ティーハウス・ブルームの店長。

## 書誌情報
- みやしろ 『夢見るメイドのティータイム』 KADOKAWA〈MFCキューンシリーズ〉、全3巻
  1. 2023年03月27日発売[3]、ISBN 978-4-04-682254-3
  2. 2024年02月26日発売[4]、ISBN 978-4-04-683132-3
  3. 2024年10月24日発売[5]、ISBN 978-4-04-684196-4